# لويس مارتن (لاعب كرة قدم)
لويس مارتن (بالإنجليزية: Lewis Martin)‏ (8 أبريل 1996 في المملكة المتحدة - ) هو لاعب كرة قدم بريطاني في مركز الدفاع. شارك مع منتخب اسكتلندا تحت 19 سنة لكرة القدم. أما مع النوادي، فقد لعب مع دونفرملين أثلتيك.

## وصلات خارجية
- لويس مارتن على موقع الاتحاد الإسكتلندي (الإنجليزية)
- لويس مارتن على موقع قاعدة بيانات كرة القدم.إي يو (الإنجليزية)
- لويس مارتن على موقع Soccerbase.com (لاعب) (الإنجليزية)